# الیاس حضرتی
الیاس حضرتی (زادهٔ ۲ مهر ۱۳۴۰) نظامی بازنشسته و سیاستمدار اصلاح طلب ایرانی است که صاحب‌امتیاز و مدیرمسئول روزنامه اعتماد و رئیس شورای اطلاع‌رسانی دولت چهاردهم از ۷ شهریور ۱۴۰۳ است. وی در دهمین و ششمین دوره مجلس شورای اسلامی به‌عنوان نماینده حوزه انتخابیه تهران در مجلس حضور داشت. او همچنین در ادوار سوم تا پنجم مجلس، نماینده حوزه انتخابیه رشت بود.
حضرتی فعالیت نظامی خود را پس از وقوع انقلابِ ۱۳۵۷ در سپاه پاسداران انقلاب اسلامی آغاز کرد، در خلال جنگ ایران و عراق از اعضای این نهاد بود و از ۱۳۶۵ تا ۱۳۶۶ فرماندهی لشکر ۱۶ قدس را برعهده داشت. وی از مؤسسان حزب همبستگی و چندی دیگر از احزاب اصلاح‌طلبان بود. او همچنین از اعضای مؤسس و عضو شورای مرکزی حزب اعتماد ملی است.

## اوایل زندگی
الیاس حضرتی در ۲ مهر ۱۳۴۰ در روستای ایده‌لوی خلیفه از توابع هشترود آذربایجان شرقی به دنیا آمد. او دو خواهر و دو برادر دارد. پدرش کشاورز بود. او تحصیلاتش را تا مقطع کارشناسی ارشد در رشته مدیریت دولتی ادامه داد. او پس از انقلاب ۱۳۵۷ به سپاه پاسداران ملحق شد. حضرتی پس از مدتی فعالیت در دفتر عقیدتی سپاه پاسداران، به عنوان مؤسس سپاه گیلان به فرماندهی سپاه این منطقه رسید و در فتح ارتفاعات استراتژیک ماووت عراق نقش داشت.

## نمایندگی ادوار سوّم تا ششم و دهم مجلس

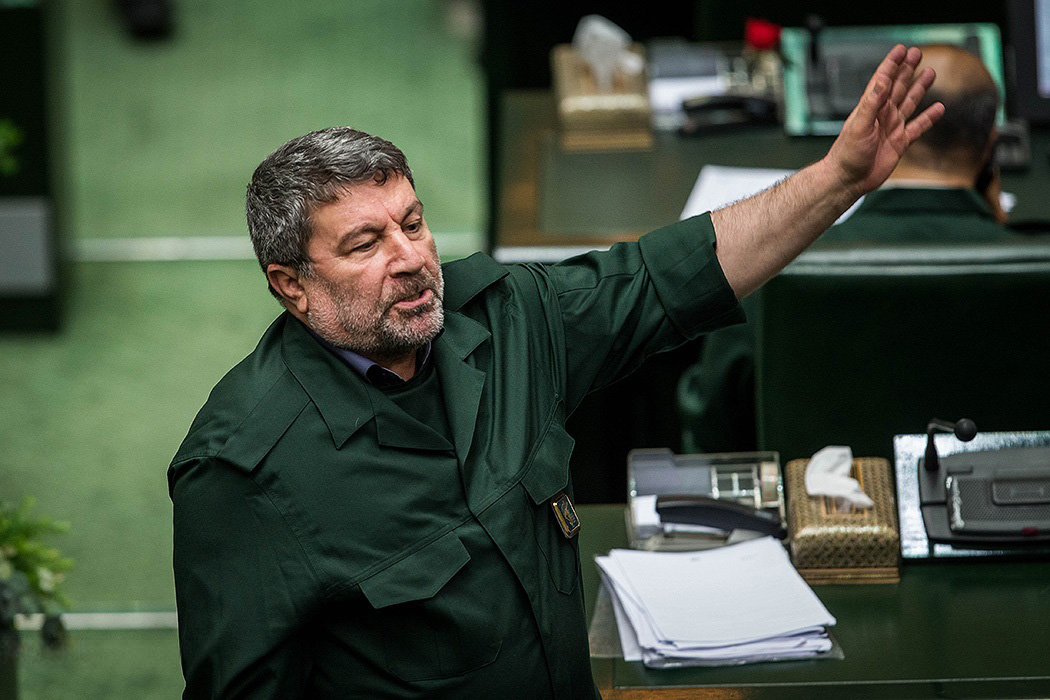
الیاس حضرتی با لباس سپاه پاسداران در محکومیت اقدام دولت ایالات متحدهٔ آمریکا در قرار دادن این سازمان در فهرست گروه‌های تروریستی

وی در مجلس سوم به نمایندگی از شهر رشت به مجلس شورای اسلامی راه یافت و در سه دورهٔ پیاپی سوم تا پنجم نماینده مردم رشت بود. حضرتی در سال ۱۳۶۹ هنگام وقوع جنگ اول خلیج فارس و حمله نیروهای ائتلاف به عراق به عنوان نماینده در مجلس سوم خواستار بسیج تمام توان و برنامه کشور برای بیرون راندن نیروهای آمریکایی از منطقه شد.
او در مجلسِ ششم خواستار حضور در انتخابات در حوزه تهران بود اما به دلیل زیاد بودن ثبت‌کنندگان اصلاح‌طلب نتوانست در لیست آنها قرار بگیرد اما با این حال وی به مجلس راه یافت. وی پس از چند دوره دوری از مجلس در مجلس دهم از حوزه تهران به مجلس راه یافت.
حضرتی در انتخابات ریاست‌جمهوری ۱۳۸۸ ایران مسئول ستاد مهدی کروبی بود.
او در دهمین دوره انتخابات مجلس شورای اسلامی، الیاس حضرتی، در لیست سی نفرهٔ ائتلاف فراگیر اصلاح طلبان: گام دوم در تهران حضور داشت و توانست با کسب ۱٬۲۹۶٬۵۸۰ رأی، در رتبهٔ پنجم تهران، وارد مجلس دهم شود.

### استعفا از فراکسیون امید
حضرتی که از اعضای فراکسیون امید در مجلس دهم بود، در روز یکشنبه ۴ شهریور ۱۳۹۷ و در جریان جلسه استیضاح مسعود کرباسیان وزیر وقت اقتصاد، از این فراکسیون استعفا داد. وی علت استعفایش را «تصمیم بر صحبت کردن در موافقت با این استیضاح» عنوان کرد و گفت که امیدوار بوده اصلاح‌طلبان برای «هم‌نوایی و هم‌دردی با مردم» با استیضاح وزیر اقتصاد موافقت کنند؛ اما از آنجا که نظر اکثریت این نبود و او قصد داشته حتماً در موافقت با استیضاح صحبت کند، استعفا داده تا اقدامش خلاف کار تشکیلاتی نباشد.

## در دولت چهاردهم
رئیس‌جمهور مسعود پزشکیان در ۷ شهریور ۱۴۰۳ حضرتی را به سمت رئیس شورای اطلاع‌رسانی دولت چهاردهم منصوب کرد.

## زندگی شخصی
حضرتی در سال ۱۳۶۰ با یک آموزگار ازدواج کرد و سه پسر و دو دختر دارد. علی حضرتی تهیه‌کننده سینما از فرزندان وی است.
شهرام جزایری تاجر محکوم‌شده در سال ۱۳۸۱ اعلام کرد ۱۷۰ میلیون تومان به حضرتی داده است. وی در واکنش گفت: «شخصاً هیچ پولی از جزایری نگرفته‌ام و فقط چند نفر از مراجعه کنندگانی را که برای مشکلات خود به من روی آورده بودند به جزایری معرفی کردم تا به آنها وام بدهد.»